# 杜政哲
杜政哲（Ryan Tu，1967年12月4日—），台灣編劇、導演，中國文化大學戲劇學系影劇組畢業。1991年創立「戲班子劇團」，擔任團長。曾參與的電視劇作品有《光陰的故事》、《深情密碼》、《老婆大人》、《單身宿舍連環泡》、《Hi 上班女郎》、《流氓教授》、《晴空亂流》、《16個夏天》。以2017年電視劇《酸甜之味》獲得第52屆金鐘獎戲劇節目編劇獎。

## 參與作品

### 電影作品
- 2022—《我吃了那男孩一整年的早餐》—編劇/導演
- 2020—《迷失安狄》—編劇

### 連續劇作品
- 2025-《拜六禮拜》—編劇/導演
- 2025-《舊金山美容院》—編劇/導演
- 2023-《有生之年》—編劇
- 2023-《此時此刻》—編劇
- 2021-《華燈初上》—編劇
- 2020-《粉紅色時光》—編劇
- 2020-《若是一個人》—編劇/導演
- 2017-《酸甜之味》—編劇
- 2014-《16個夏天》—編劇
- 2013-《愛的生存之道》—編劇
- 2011-《全民公主》—編劇
- 2011-《姐姐立正向前走》—編劇
- 2011-《料理情人夢》—編劇
- 2011-《幸福最晴天》—編劇
- 2010-《幸福一定強》—編劇
- 2009-《光陰的故事》—編劇
- 2008-《無間有愛》—編劇
- 2006-《深情密碼》—編劇
- 2006-《屋頂上的綠寶石》—編劇
- 2005-《我的武林男友》—編劇
- 2003-《老婆大人》—編劇
- 2004-《單身宿舍連環泡》—編劇
- 2003-《Hi 上班女郎》—編劇
- 2002-《月光森林》—編劇
- 2002-《甜檸檬之戀》—編劇
- 2002-《追夫三人行》—編劇
- 2002-《U-Touch感應拍檔》—編劇
- 2001-《陽光果凍》—編劇
- 2001-《流氓教授》—編劇
- 1995-《那一年我們都很酷》—飾演屠忠義

### 單元劇作品
- 2016-《滾石愛情故事－終結孤單》—編劇
- 2016-《滾石愛情故事－如果有一天》—編劇

### 舞台劇作品
- 2015—《寂寞瑪奇朵》—編劇
- 2015—《再見好不好+再見10年前的我好不好》—編劇/導演
- 2014—《共赴春宵》—編劇/導演
- 2013—《再見好不好》—編劇/導演

## 獎項紀錄
| 年度 | 大獎                  | 獎項           | 作品                         | 結果 |
| ---- | --------------------- | -------------- | ---------------------------- | ---- |
| 2001 | 第36屆金鐘獎          | 連續劇編劇獎   | 《流氓教授》                 | 提名 |
| 2009 | 第44屆金鐘獎          | 戲劇節目編劇獎 | 《光陰的故事》               | 提名 |
| 2015 | 第50屆金鐘獎          | 戲劇節目編劇獎 | 《16個夏天》                 | 提名 |
| 2017 | 第52屆金鐘獎          | 戲劇節目編劇獎 | 《酸甜之味》                 | 獲獎 |
| 2021 | 第56屆金鐘獎          | 戲劇節目導演獎 | 《若是一個人》               | 提名 |
| 2022 | 第57屆金鐘獎          | 戲劇節目編劇獎 | 《華燈初上》                 | 提名 |
| 2022 | 第59屆金馬獎          | 最佳改編劇本獎 | 《我吃了那男孩一整年的早餐》 | 提名 |
| 2022 | 第5屆亞洲影藝創意大獎 | 最佳劇本       | 《華燈初上》                 | 提名 |
| 2024 | 第59屆金鐘獎          | 戲劇節目編劇獎 | 《有生之年》                 | 提名 |
| 2025 | 中華編劇協會          | 傑出編劇工作者 |                              | 獲獎 |

## 外部連結
- 杜政哲的Facebook專頁
- 杜政哲在互联网电影资料库（IMDb）上的資料（英文）
- 杜政哲在台灣電影網上的資料（繁體中文）